# برنتفورد
longitudeبرنتفوردlatitudeبرنتفورد
برنتفورد (به انگلیسی: Brentford) یک محله در منطقه هانزلو در غرب لندن در محل تلاقی دو رودخانه برنت و تیمز واقع شده است.

## خصوصیات
برنتفورد ۵٫۸۷ کیلومترمربع مساحت و ۱۴۳۵۳نفر جمعیت دارد. 